# Le Grand Docu-Soap
Le Grand Docu-Soap —en español: El gran docu-soap— es el sexto álbum de Army of Lovers. Es un recopilatorio de álbumes previos, incluyendo tres canciones nuevas: Let The Sunshine In, Hands Up y Everybody's Gotta Learn Sometimes. Las dos primeras fueron publicadas también como sencillos. Fue publicado por toda Europa entre julio y noviembre de 2001. En los Estados Unidos se publicó en febrero de 2002, debutando en el puesto #135 en las listas de álbumes estadounidenses Billboard Hot-200, vendiendo cerca de 8000 copias en su primera semana. Las ventas totales del álbum en EE. UU. fueron de 30.000 copias. Mundialmente el álbum ha vendido 700.000 copias, que son considerablemente menos que los 3 millones que vendió Les Greatest Hits.

## Lista de canciones

### CD
1. Ride The Bullet
2. Crucified
3. Obsession
4. Give My Life
5. Sexual Revolution
6. Israelism
7. I Am
8. Lit De Parade
9. Let The Sunshine In
10. Life Is Fantastic
11. Venus And Mars
12. King Midas
13. My Army Of Lovers
14. La Plage De Saint Tropez
15. Candyman Messiah
16. Hands Up
17. Everybody's Gotta Learn Sometimes
18. Supernatural

## Le Remixed Docu-Soap
Cuando el álbum fue lanzado, se incluyó un CD bonus llamado Le Remixed Docu-Soap y contenía ediciones en remix de sus mayores éxitos. Más tarde, se vendió como un CD por separado en Rusia.

### Lista de canciones
1. Ride The Bullet (Tren De Amor Mix) (6:25)
2. Crucified (The Nuzak Remix) (8:02)
3. Obsession (Schizoperetta Mix) (6:42)
4. Give My Life (Sound Factory Mix) (6:35)
5. Sexual Revolution (Latin Club Mix) (6:28)
6. Israelism (Coldcalfhorahhorror Mix) (6:57)
7. I Am (Post Modern Vocal Dance) (6:33)
8. Lit De Parade (Plaisir De Nirvana Mix) (7:45)
9. Let The Sunshine In (M12 Maximum Long Club Mix) (7:02)
10. Candyman Messiah (Tolstoy Farm Mix) (5:38)

## Posición en las listas
| Año  | Título               | Posiciones en las listas | Posiciones en las listas | Posiciones en las listas | Posiciones en las listas | Posiciones en las listas |
| Año  | Título               | DE                       | AT                       | CH                       | SE                       |                          |
| ---- | -------------------- | ------------------------ | ------------------------ | ------------------------ | ------------------------ | ------------------------ |
| 2001 | "Le Grand Docu-Soap" | -                        | -                        | -                        | 24                       |                          |

- Datos: Q1942967